# Fira d'Agost
La Fira d'Agost o Fira de Xàtiva és una fira, originàriament del bestiar, que té lloc en la ciutat valenciana de Xàtiva.
La festa començà a celebrar-se l'any 1250 pel Privilegi de Jaume I a Xàtiva. Inicialment se celebrava en la primavera d'hivern, però actualment té lloc del 15 (dia de la Mare de Déu de l'Assumpció) al 20 d'agost. En temps recents ha combinat l'oferta cultural amb les atraccions de fira i el mercadeig.
La fira pròpiament del bestiar ha passat hui dia a un segon terme, de manera que ha quedat quasi reduïda a un concurs de tir i arrossegament que té lloc des de principis dels anys setanta. Entre els actes i costums tradicionals d'esta fira destaquen el cant d'albades, la cursa de motos i l'esmorzar de fira, compost de sardina, pimentó i ou ferrat.
Des de l'any 1250 se celebra pràcticament tots els anys, llevat d'algunes suspensions ocasionades per epidèmies i durant la crema de la localitat per órdens de Felip V.